# مونتلپیو
مونتلپیو (به ایتالیایی: Montelopio) یک منطقهٔ مسکونی در ایتالیا است که در پچیولی واقع شده‌است. مونتلپیو ۶۵ نفر جمعیت دارد و ۱۸۱ متر بالاتر از سطح دریا واقع شده‌است.